# بيل ماك (نحات)
بيل ماك (بالإنجليزية: Bill Mack)‏ هو نحات أمريكي، ولد في 25 سبتمبر 1944 في منيابولس في الولايات المتحدة.